# Division One (Ghana)
De Division One is de op een na hoogste voetbalcompetitie in Ghana die de GFA organiseert.

## 2018
|    | Zone One                | Zone Two            | Zone Three                 |
| -- | ----------------------- | ------------------- | -------------------------- |
| 1  | Berekum Arsenal         | Achiken FC          | Accra Lions FC             |
| 2  | Bofoakwa Tano FC        | All Blacks United   | Agbozume Weavers FC        |
| 3  | Brong Ahafo United      | Asokwa Deportivo FC | Akosombo Krystal Palace FC |
| 4  | Crocodiles Stars FC     | BYF                 | Amidaus Professionals FC   |
| 5  | Kintampo FC             | FC Samartex         | Danbort FC                 |
| 6  | Nea Salamina FC         | Goldstars FC        | Great Olympics FC          |
| 7  | Nkoranza Warriors SC    | Sekondi Hasaacas FC | Heart of Lions FC          |
| 8  | Nsoatreman FC           | King Faisal FC      | Kotoku Royals FC           |
| 9  | Real Tamale United      | New Edubiase United | Nania FC                   |
| 10 | Steadfast FC            | Nzema Kotoko FC     | Okyeman Planners FC        |
| 11 | Tamale City FC          | Pacific Heroes FC   | Sporting Mirren FC         |
| 12 | Techiman City FC        | Proud United FC     | Tema Youth FC              |
| 13 | Unity FC                | Skyy FC             | Tudu Mights Jets FC        |
| 14 | Wa Suntaa Sporting Club | Star Madrid FC      | Uncle 'T' FC               |
| 15 | Yendi Gbewaa FC         | Unistar Academy FC  | Vision FC                  |
| 16 | Young Apostles FC       | Venemous Vipers     | Young Wise FC              |

Albanië · 
Andorra · 
Armenië · 
Azerbeidzjan · 
België (tot 2016 / vanaf 2016) ·
Bhutan ·
Bosnië-Herzegovina (BiH) · 
Bosnië-Herzegovina (RS) · 
Bulgarije · 
Curaçao · 
Cyprus · 
Denemarken · 
Duitsland · 
Engeland · 
Estland · 
Faeröer · 
Finland · 
Frankrijk · 
Georgië · 
Gibraltar · 
Griekenland · 
Hongarije · 
Ierland · 
IJsland · 
Israël · 
Italië · 
Kazachstan · 
Kosovo · 
Kroatië · 
Letland · 
Litouwen · 
Luxemburg · 
Malta · 
Moldavië · 
Montenegro · 
Nederland · 
Noord-Ierland · 
Noord-Macedonië · 
Noorwegen · 
Oekraïne · 
Oostenrijk · 
Polen · 
Portugal · 
Roemenië · 
Rusland · 
Schotland · 
Servië · 
Servië en Montenegro (FR Joegoslavië) ·
Slovenië · 
Slowakije · 
Sovjet-Unie · 
Spanje · 
Tsjechië · 
Tsjecho-Slowakije ·
Turkije · 
Turkse Republiek Noord-Cyprus · 
Wales (Noord) · 
Wales (Zuid) · 
Wit-Rusland · 
Zweden · 
Zwitserland